# Witvoorhoofdmees
De witvoorhoofdmees (Sittiparus semilarvatus; synoniem: Cyanistes semilarvatus) is een zangvogel uit familie  Paridae (mezen). Het is een voor uitsterven gevoelige, endemische vogelsoort in de Filipijnen.

## Kenmerken
Deze soort wordt inclusief staart 13,5 centimeter en heeft een vleugellengte van 7,5 centimeter. De mannetjes en vrouwtjes van deze mees van gemiddelde grootte lijken sterk op elkaar. De verschillende ondersoorten zijn van elkaar te onderscheiden door de aanwezigheid van een witte band over de vleugel (S. s. nehrkorni) of door de afwezigheid daarvan (S. s. snowi en S. s. semilarvatus). De snavel en de poten zijn zwart. De ogen zijn bruin. S. l. semilarvatus is grotendeels zwart. Dat zwart is wat glimmender aan de bovenzijde. Het voorhoofd, de plekken voor de ogen, een plek achter de oren, een plek in de nek zijn wit. Daarnaast heeft de witvoorhoofdmees witte strepen in de langsrichting over de vleugels. Het vrouwtje is iets bruiner dan een mannetje.

## Verspreiding, voortplanting en leefgebied
Deze vogel komt voor in de Filipijnen en telt drie ondersoorten:
- S. s. snowi: noordoostelijk Luzon.
- S. s. semilarvatus: centraal en zuidelijk Luzon.
- S. s. nehrkorni: Mindanao.

Het leefgebied van deze mees is primair regenwoud, bosranden en secundair bos in laagland en heuvelland tot ongeveer 1150 m boven zeeniveau. In de maand februari is een paartje waargenomen in een nest op zo'n 5 meter boven de grond. Het nest was gemaakt in een rond hol in een dode boom.

## Status
De witvoorhoofdmees heeft een beperkt verspreidingsgebied en daardoor is de kans op uitsterven aanwezig. De grootte van de populatie is niet gekwantificeerd. Wel is bekend dat de populatie-aantallen afnemen door habitatverlies. Het leefgebied wordt aangetast door grootschalige ontbossingen. Om deze redenen staat deze soort als gevoelig op de Rode Lijst van de IUCN.